# Taroom Airport
Taroom Airport är en flygplats i Australien. Den ligger i kommunen Banana och delstaten Queensland, omkring 360 kilometer nordväst om delstatshuvudstaden Brisbane.
Trakten runt Taroom Airport är nära nog obefolkad, med mindre än två invånare per kvadratkilometer..
I omgivningarna runt Taroom Airport växer huvudsakligen savannskog.  Genomsnittlig årsnederbörd är 747 millimeter. Den regnigaste månaden är januari, med i genomsnitt 137 mm nederbörd, och den torraste är augusti, med 11 mm nederbörd.